# Ian Charleson
Ian Charleson (* 11. August 1949 in Edinburgh, Schottland; † 6. Januar 1990 in London, England) war ein britischer Film- und Theaterschauspieler.

## Biografie
Ian Charleson war das zweite von drei Kindern eines Buchdruckers; er hatte einen um drei Jahre älteren Bruder, Kenneth, sowie eine elf Jahre jüngere Schwester, Elizabeth.
Bereits als Kind zeigte sich Charlesons Talent, als er im Kinderchor als Sopranstimme in Erscheinung trat. Später, 1982, veröffentlichte die Royal Shakespeare Company, deren Mitglied Charleson war, eine Schallplatte mit den seltenen Tonbandaufnahmen aus jener Zeit. Nach dem Besuch der Royal High School und der Universität Edinburgh begann Charleson ein Architekturstudium, brach dieses jedoch nach einigen Semestern ab, um Schauspiel zu studieren. Später meinte er, das einzige, was er in jener Zeit am Reissbrett entworfen habe, sei eine Brücke ohne Fundamente gewesen. Charleson besuchte dann die berühmte London Academy of Music and Dramatic Art. Bereits früh ging er von dieser ab und wurde Mitglied von Frank Dunlop's Young Vic Company in London.
Von 1977 bis 1980 gehörte er dem Ensemble der Royal Shakespeare Company an. Ebenfalls 1977 gab er sein Filmdebüt; nur 20 weitere Spielfilme sollten folgen. Größere internationale Bekanntheit erlangte er 1981 durch seine Darstellung des Olympiasiegers Eric Liddell in Die Stunde des Siegers und 1982 durch die Rolle des Geistlichen Charlie Andrews in Gandhi.
Er starb acht Wochen, nachdem er die Titelrolle in Hamlet in Richard Eyres Inszenierung am Olivier Theatre auf der Bühne gespielt hatte. Erst nach seinem Tod wurde öffentlich bekannt, dass Ian Charleson homosexuell war, und er sich in den 1980er Jahren an HIV infiziert hatte. Er starb im Alter von 40 Jahren an Aids.

## Ian Charleson Award
1990 wurden ihm zu Ehren die Ian Charleson Awards durch den Theaterkritiker John Peter (* 1938) ins Leben gerufen. Sie zeichnen junge Bühnenschauspieler aus, die unter 30 Jahre alt sind. Die Preise werden jährlich vergeben und durch die Sunday Times und das National Theatre gesponsert. Die drei Erstplatzierten erhalten Geldpreise.

## Filmografie
- 1981: Die Stunde des Siegers (Chariots of Fire)
- 1982: Gandhi (Gandhi)
- 1984: Greystoke – Die Legende von Tarzan, Herr der Affen (Greystoke: The Legend of Tarzan, Lord of the Apes)
- 1984: 100 Karat – Die Diamanten-Dynastie (Master of the Game), TV-Mini-Serie
- 1984: Der Leutnant und sein Richter, TV-Mini-Serie
- 1984: Louisiana, TV-Serie
- 1988: Terror in der Oper (Opera)